# Фальката

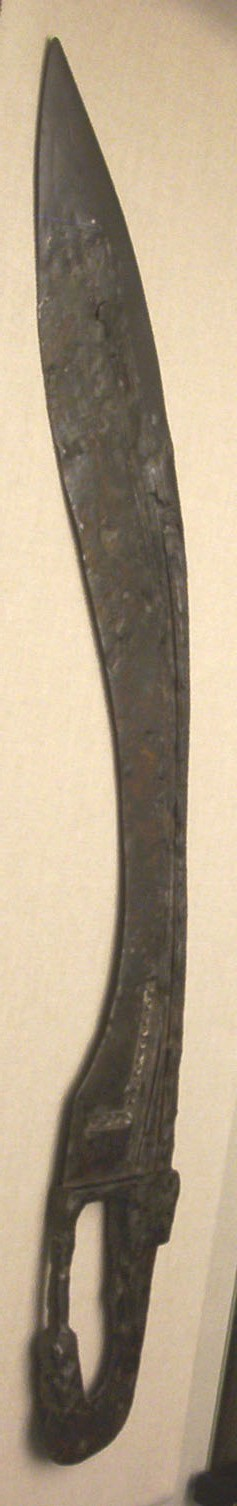
Іберійська фальката IV століття до н. е.(Національний археологічний музей Іспанії, Мадрид).

Фалька́та (ісп. falcata, лат. machaera Hispanica) — тип серпоподібного меча із внутрішньою, здебільшого односторонньою заточкою, уживаний у до-римській Іспанії (Піренейський півострів, сучасні Іспанія та Португалія), подібний грецькому копісу або непальському кукрі. Також — фалката (порт. falcata).
Слово «фальката» з'явилося тільки у XIX столітті, ймовірно, завдяки Фернандо Фульгосіо (Fernando Fulgosio), який створив його у 1872 році на основі латинського словосполучення ensis falcatus («серпоподібний меч»). Назва «фальката» дуже швидко завоювала популярність, і на цей час вкорінилась в літературі. У Давньому Римі такий меч звався machaera Hispanica («іспанська шабля», «іспанська махайра»), оскільки був перейнятий римлянами від вояків Іберії (Іспанії).

## Історія

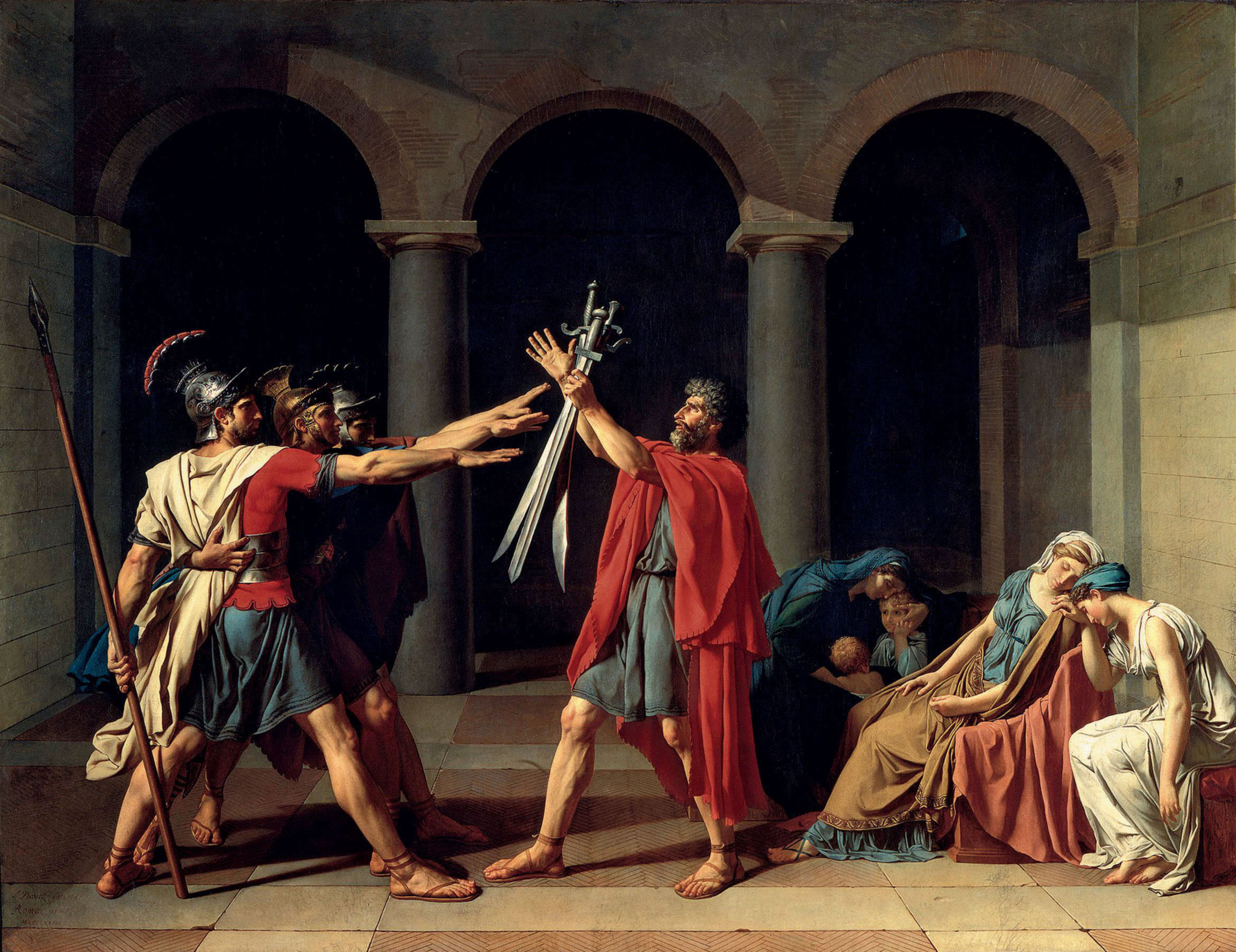
Картина Ж.-Л. Давіда «Присяга Гораціїв». У руках старого Горація дві спати та фальката

«Іспанська махайра» походить, за одною з версій, від давньогрецьких копіса або махайри, завезених в Іспанію грецькими торговцями та колоністами. Згідно з іншою версією, фалькати принесли на Піренейський півострів кельти, які поширювали технології обробки заліза. У такому випадку фальката розвивалася паралельно з грецьким копісом, а не була його нащадком. Вважається, що фальката наслідок еволюції бойових серпів Залізної доби.
Фалькати були на озброєнні Армії карфагенського правителя Ганнібала Барки, де вони вразили своєю ефективністю римлян. Римські воїни під час Другої Пунічної війни і пізніше, під час завоювання Іспанії, були здивовані якістю фалькат, що використовувались іберійськими найманцями і воїнами. Зокрема, характерною була якість заліза, з якого вони були зроблені. Вважають, що технологія підготовки сталі для виготовлення фалькат була такою. Сталеві пластини закопували в землю на 2-3 роки, для того, щоб корозія роз'їла найслабші з них. З решти пластин кували мечі. Клинок був зроблений з трьох тонких пластин цієї сталі, з'єднаних разом у кричному горні. Зважаючи на силу удару фалькатою, римські легіони зміцнювали краї щитів і свої обладунки; ручна зброя римської армії була так само перероблена і, ймовірно, що фальката вплинула на наступні варіанти стандартного меча легіону — гладіуса.

## Опис
Фальката має заточений з одного боку клинок, вигнутий вперед до вістря, лезо при цьому увігнуте на нижній частині меча, і опукле на верхній. Така форма розподіляє вагу таким чином, що фальката здатна завдавати удару з імпульсом сокири, зберігаючи при цьому ріжучі властивості меча. Ефес зазвичай виконаний у формі гака, кінець якого має форму коня або птаха. Часто є тонкий ланцюг, що з'єднує кінець ефеса з його верхньою частиною. В основному, це була зброя з односторонньою заточкою, однак були знайдені і фалькати із двосічною заточкою.